# Polyrhachis exotica
Polyrhachis exotica är en myrart som beskrevs av Kohout 1987. Polyrhachis exotica ingår i släktet Polyrhachis och familjen myror. Inga underarter finns listade i Catalogue of Life.